# Иннокентий (Летяев)
Архиепископ Иннокентий (в миру Прокопий Алексеевич Летяев; 7 июня 1882, Бийск, Томская губерния — 14 декабря 1937, Сибирский ИТЛ) — епископ Русской православной церкви, архиепископ Харьковский и Ахтырский.

## Биография
В 1907 году, учась в Казанской духовной академии, пострижен в монашество и рукоположён во иеродиакона. Заканчивая учёбу в 1909 году был рукоположён в иеромонаха. После окончания академии со степенью кандидата богословия назначен преподавателем Иркутской Церковно-учительской семинарии.
В 1911 году — смотритель Иркутского духовного училища.
С 23 января 1913 года — заведующий Иркутской Церковно-учительской семинарией и настоятель Князе-Владимирского монастыря в сане архимандрита.
С 6 марта 1914 года — заведующий Полтавской Церковно-учительской школы и настоятель Сампсоновской церкви, что на поле Полтавской битвы.
7 ноября 1921 года хиротонисан во епископа Клинского, викария Московской епархии.
Резолюцией от 18 мая 1922 года находившийся под домашним арестом Патриарх Тихон передал дела «по Московской епархии — Преосвященному Иннокентию, епископу Клинскому». Есть сведения, что принять дела по столичной епархии епископу Иннокентию тогда помешало отсутствие в Москве. В дальнейшем епископ Иннокентий признал власть ВЦУ и уже не претендовал на управление Московской обновленческой епархией. Когда именно он признал ВЦУ не известно. Получив назначение на Екатеринославскую обновленческую кафедру, остался в Клину, а в августе вместе с клинским уездным духовенством выступил против «Живой церкви», формально поддержав организованный тогда же Антонином (Грановским) «Союз церковного возрождения».
В июне 1923 года принёс покаяние и принят в общение с Московской Патриархией в сущем сане.
С 21 августа 1923 года — епископ Черноморский, управляющий приходами Кубано-Черноморской епархии.
С 15 октября 1923 года — епископ Ставропольский и управляющий приходами Кубано-Черноморской епархии.
В своём докладе Патриарху Тихону от 28 февраля 1924 года писал: «в Ставрополе был 11 дней — но это имело большое значение. После отъезда преосвящ. Гервасия произошло разделение между паствой и духовенством; большинство верующих — за Патриарха, а духовенство в силу различных причин перешло под управление Свящ. Синода (обновленческого — В. Л.). Возникла стена отчуждения между паствой и пастырями, в результате чего — почти пустые храмы. С прибытием епископа местный клир открыто перешел на сторону православных, торжество православия совершилось накануне Рождества. 12 января/30 декабря — „по независящим обстоятельствам“ покинул Ставрополь и прибыл в Москву для представления в ГПУ — центральное ГПУ криминала не обнаружило».
В своём рапорте просил «ввиду временного поручения ему управления Бакинской епархией присоединить к титулу „Ставропольский“ наименование „Кавказский“», на что Патриарх Тихон 5 марта 1924 года наложил резолюцию: «разрешается».
С 20 августа 1926 года — епископ Кубанский, но фактически на Кубань не попал, проживал в ссылке в Белгороде Курской области.
1 октября 1927 года — епископ Ростовский, викарий Ярославской епархии.
С 2 ноября 1927 года — епископ Подольский, викарий Московской епархии.
С 18 мая 1932 года — епископ Владимирский.
Был вызван временным членом Временного Патриаршего Священного Синода на зимнюю сессию 1933—1934 годов и в числе прочих епископов подписал циркулярный указ «О новом титуле заместителя Патриаршего Местоблюстителя и о порядке поминовения за богослужениями» от 10 мая 1934 года об усвоении митрополиту Сергию (Страгородскому) титула Блаженнейшего митрополита Московского и Коломенского.
С 5 февраля 1935 года — архиепископ Харьковский.
Арестован 20 июля 1936 и 27 декабря 1936 года постановлением Особого совещания при НКВД СССР приговорён к заключению в ИТЛ сроком на 5 лет.
В Сиблаге НКВД 8 декабря 1937 года постановлением Тройки УНКВД по Новосибирской области приговорен к расстрелу. Приговор приведён в исполнение 14 декабря 1937 года. Место расстрела и захоронения неизвестно. Реабилитирован.

## Канонизация
22 июня 1993 года определением Синода Украинской Православной Церкви прославлен как местночтимый святой Харьковской епархии.